# Es ist das Heil uns kommen her, BWV 9

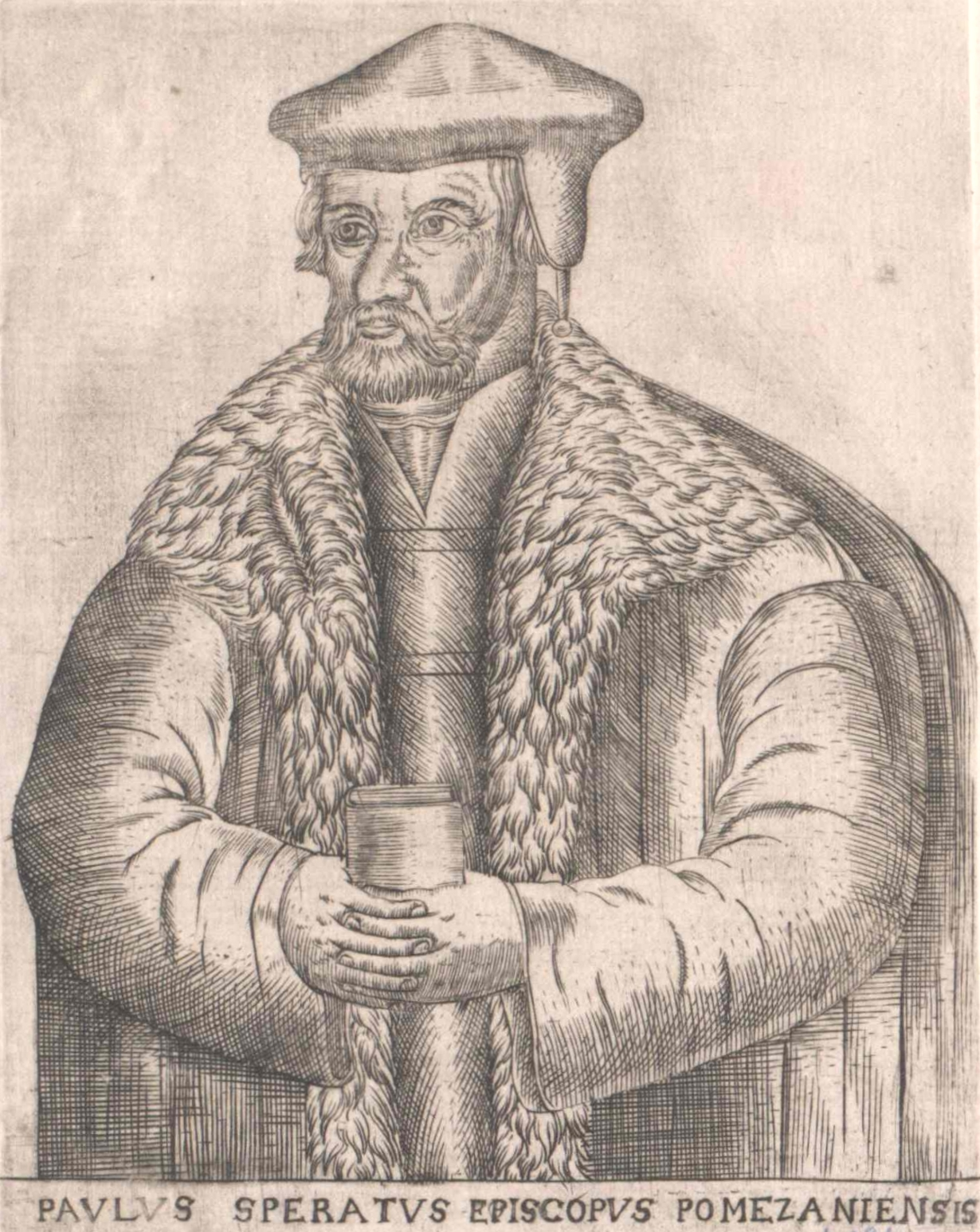
Paul Speratus, autor del himno en que se basa la cantata.

Es ist das Heil uns kommen her, BWV 9 (Nos ha llegado la salvación) es una cantata de iglesia escrita por Johann Sebastian Bach en Leipzig entre 1732 y 1735 para el sexto domingo después de la Trinidad. Está basada en el himno homónimo de Paul Speratus de 1524.

## Historia
Bach compuso esta obra entre 1732 y 1735, durante su estancia como Thomaskantor en Leipzig, para el sexto domingo después de la Trinidad. Esta pieza vino a completar un hueco en su segundo ciclo anual de cantatas corales, que había empezado con O Ewigkeit, du Donnerwort, BWV 20 para el primer domingo después de la Trinidad de 1724. Cuando compuso el ciclo en 1724 un compromiso le llevó a Köthen ese domingo, y en consecuencia dejó el texto para completarlo más tarde.

## Análisis

### Texto
Las lecturas establecidas para ese día eran de la epístola a los romanos (Romanos 6:3-11) y del evangelio según San Mateo, un pasaje del sermón de la montaña acerca de una justicia mejor que la consistente en observar leyes y reglas (Mateo 5:20-26).
La cantata está basada en el coral "Es ist das Heil uns kommen her" de Paul Speratus, que fue publicado en 1524 en el Achtliederbuch, el Primer Himnario Luterano. El tema del coral es el credo luterano de salvación del pecado por la gracia de Dios (sola fide), que se resume en la primera estrofa: «Los hechos no pueden ayudar, ... la fe contempla a Jesucristo ... Él se ha convertido en el Intercesor». Un poeta desconocido transformó las 14 estrofas de la coral en siete movimientos de cantata. Desechó las dos últimas estrofas, mantuvo la estrofa 1 como primera y la estrofa 12 como último movimiento, reformuló las estrofas 2-4 en un recitativo (2), las estrofas 5-7 en un recitativo (4), las estrofas 9 -11 en un tercer recitativo (6).
Las ideas de la estrofa 8 constituyen un aria (5), y el movimiento 3 no derivan directamente del coral, pero intensifica la conclusión del primer recitativo. Los tres recitativos pueden considerarse un sermón, de acuerdo, entre otros con Julian Mincham, quien comenta: «Los tres hablan de las Leyes de Dios, su otorgamiento, su cumplimiento (o falta del mismo) y nuestra actitud hacia ellos», y resume: «los tres recitativos fueron claramente planeados como un grupo afín y encapsulan el credo fundamental luterano. Las dos arias intermedias, y finalmente el coral, reflexionan y amplían sus declaraciones». Bach había utilizado ya en 1716 la estrofa 12 del coral para concluir la cantata Mein Gott, wie lang, ach lange?, BWV 155; en 1723 empleó las estrofas 12 y 11 para concluir las dos partes de Ärgre dich, o Seele, nicht, BWV 186; y en 1724 la estrofa 11 para terminar Wahrlich, wahrlich, ich sage euch, BWV 86.

### Instrumentación
La obra está escrita para un conjunto de cámara formado por cuatro solistas vocales (soprano, alto, tenor y bajo) y un coro a cuatro voces; flauto traverso, oboe d'amore, dos violines, viola y bajo continuo.

### Estructura
Consta de siete movimientos:
1. Coral: Es ist das Heil uns kommen her
2. Recitativo (bajo): 'Gott gab uns ein Gesetz
3. Aria (tenor): Wir waren schon zu tief gesunken
4. Recitativo (bajo): Doch mußte das Gesetz erfüllet werden
5. Dúo aria (soprano, alto): Herr, du siehst statt guter Werke
6. Recitativo (bajo): Wenn wir die Sünd aus dem Gesetz erkennen
7. Coral: Ob sichs anließ, als wollt er nicht

El coro inicial es una fantasía coral, con la parte vocal integrada en un concierto de los instrumentos. El cantus firmus de la melodía del coral se encuentra en la soprano en notas largas sin adornos, mientras las voces más graves participan en imitación. La escritura musical en la partitura es inusual con la flauta y el oboe d'amore, como instrumentos obbligato, en contraste con las cuerdas. En ocasiones el primer violín toma parte también en el concierto.
Los tres recitativos son cantados por el bajo en su papel de vox Christi, casi como un sermón, en el que solo se profundiza por las dos arias intermedias. Los recitativos son de tipo secco con la sola excepción de la última línea del cuarto movimiento, «...und fest um Jesu Arme schlingt» (... abrazar los brazos de Jesús), que se presentado como arioso, en «una iluminadora tonalidad mayor, una tierna frase vocal y la tardía línea de bajo continuo de semicorcheas». El aria de tenor ilustra el "hundimiento" de «Wir waren schon zu tief gesunken» (Estábamos ya muy profundamente hundidos) en motivos descendentes y un ritmo irregular síncopas, considerado por Dürr como una imagen de «un descenso vertiginoso hacia el abismo del pecado». El dúo «Herr, du siehst statt guter Werke» (Señor, en lugar de las buenas obras) para soprano y contralto se convierte en quinteto al añadir la flauta, oboe d'amore y bajo continuo. Se establece en un intrincado contrapunto canónico en forma da capo. El coral de cierre es un arreglo a cuatro voces, pero con las voces más graves en inusual polifonía.

## Discografía selecta
De esta pieza se han realizado una serie de grabaciones entre las que destacan las siguientes.
- 1972 – J.S. Bach: Das Kantatenwerk Vol. 1. Gustav Leonhardt, King's College Choir, Leonhardt-Consort, solista del Regensburger Domspatzen, Paul Esswood, Kurt Equiluz, Max van Egmond (Teldec)
- 1977 – Bach Cantatas Vol. 4. Karl Richter, Münchener Bach-Chor, Münchener Bach-Orchester, Edith Mathis, Julia Hamari, Peter Schreier, Dietrich Fischer-Dieskau (Archiv Produktion)
- 1984 – Die Bach Kantate Vol. 8. Helmuth Rilling, Gächinger Kantorei, Württembergisches Kammerorchester Heilbronn, Ulrike Sonntag, Gabriele Schreckenbach, Adalbert Kraus, Wolfgang Schöne (Hänssler)
- 1999 – J.S. Bach: Cantatas BWV 9, 94 & 187. Sigiswald Kuijken, La Petite Bande, Midori Suzuki, Magdalena Kožená, Knut Schoch, Jan van der Crabben (Deutsche Harmonia Mundi)
- 2000 – Bach Edition Vol. 14. Cantatas Vol. 7. Pieter Jan Leusink, Holland Boys Choir, Netherlands Bach Collegium, Marjon Strijk, Sytse Buwalda, Nico van der Meel, Bas Ramselaar (Brilliant Classics)
- 2000 – J.S. Bach: Cantatas Trinity Cantatas Vol. 4. John Eliot Gardiner, Monteverdi Choir, English Baroque Soloists, Joanne Lunn, Michael Chance, James Gilchrist, Stephen Varcoe (Archiv Produktion)
- 2002 – J.S. Bach: Complete Cantatas Vol. 20. Ton Koopman, Amsterdam Baroque Orchestra & Choir, Sandrine Piau, Bogna Bartosz, James Gilchrist, Klaus Mertens (Antoine Marchand)
- 2012 – J.S. Bach: Cantatas Vol. 53 BWV 9, 97, 177. Masaaki Suzuki, Bach Collegium Japan (BIS)